# Premusia smaragdina
Premusia smaragdina là một loài bướm đêm trong họ Noctuidae.